# 41.º Distrito Congressional da Califórnia

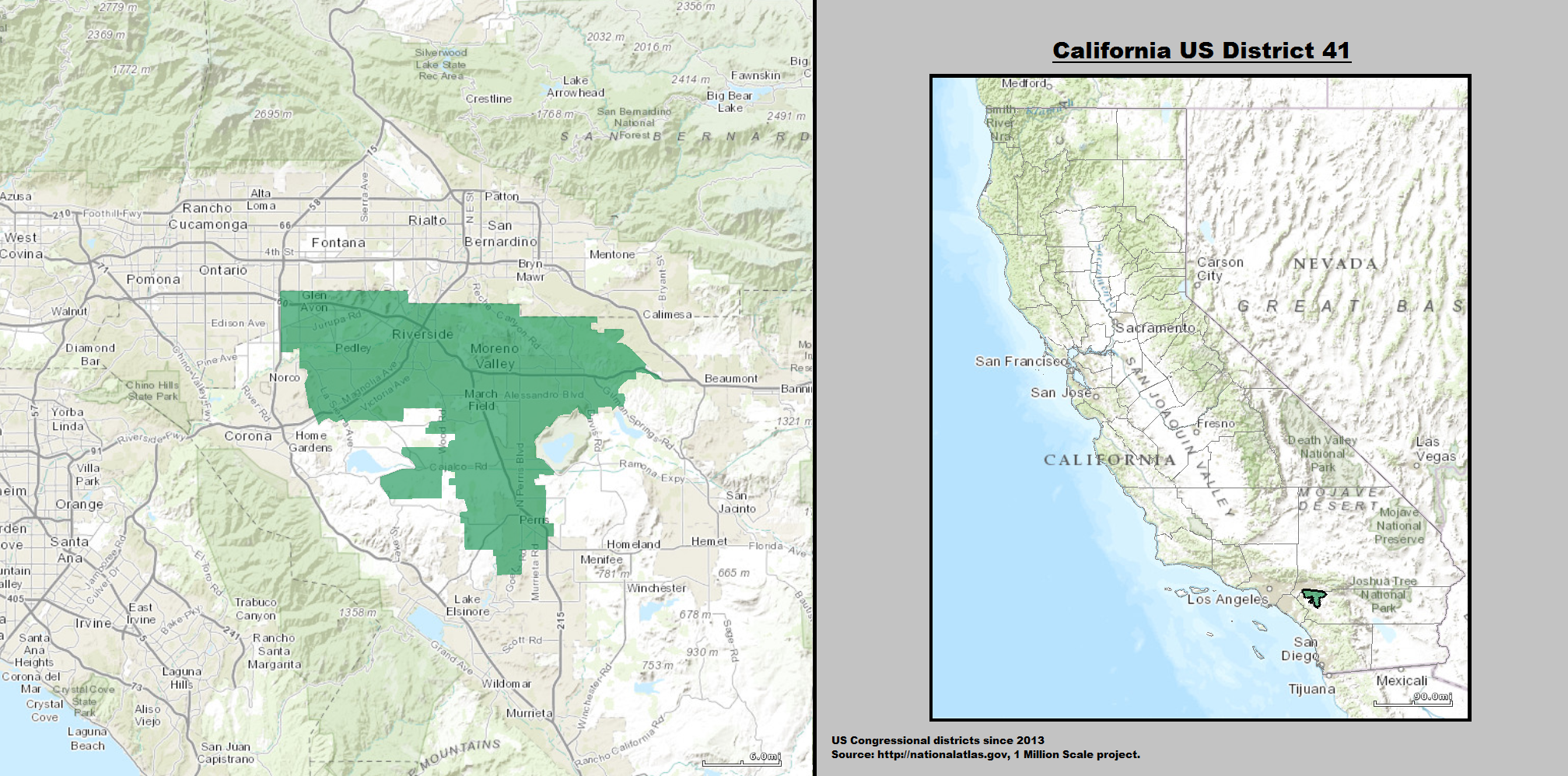
Limites do 41º Distrito Federal Congressional da Califórnia — no oeste do Condado de Riverside, Califórnia.

O 41º Distrito Congressional da Califórnia (em inglês:  California's 41st congressional district) é um dos 53 distritos congressionais do estado norte-americano da Califórnia, segundo o censo de 2000 sua população é de 639.088 habitantes, sua área é de 13.350 km, segundo o censo 89,4% da população vive na área urbana do distrito.